# 3つのドイツ舞曲
3つのドイツ舞曲（ドイツ語: Drei deutsche Tänze）K.605は、ヴォルフガング・アマデウス・モーツァルトが作曲したオーケストラのための舞曲。第3番「そり遊び」が最も有名である。

## 概要
1791年2月2日に作曲され、モーツァルト自身のカタログの同じ項目に記入されたこの作品は、本来2曲のセットと書き込まれているが、実際に出版された時はなぜか3曲になっており、「そり遊び」の題名で有名な第3曲がついている。他の第1番と第2番は2月2日の日付があるが、第3番の完成日は今もわかっていない。曲の特徴としても、他の2曲に対して第3番はかなり趣向が異なっている。

## 楽器編成
フルート2（ピッコロ）、オーボエ2、ファゴット2、ホルン2、（ポストホルン）、トランペット2、ティンパニ、鈴5、弦楽器（ヴィオラなし）

## 構成
全曲通して演奏されることがあったり、第3番の「そり遊び」のみが単独で演奏されることがある。全体の演奏時間は4分ほど。
- 第1番 ニ長調
- 第2番 ト長調
- 第3番 ハ長調「そり遊び」